# Dentergem
Dentergem är en kommun i Belgien.   Den ligger i provinsen Västflandern och regionen Flandern, i den västra delen av landet, 70 km väster om huvudstaden Bryssel. Antalet invånare är 8 299.
Runt Dentergem är det i huvudsak tätbebyggt. Runt Dentergem är det tätbefolkat, med 476 invånare per kvadratkilometer.